# Tor Weijden
Tor Olof Weijden, ursprungligen Johanson, född 6 januari 1890 i Adolf Fredriks församling, Stockholm, död på samma ort i S:t Matteus församling 24 december 1931, var en svensk skådespelare.
Tor Weijden filmdebuterade 1918 i Mauritz Stillers Thomas Graals bästa barn och kom att medverka i tio filmer fram till och med 1929. Han spelade huvudrollen i pjäsen Styrman Karlssons flammor och hade stor framgång i landsorten och i Finland.
Han var gift 1915–1920 med Ruth Weijden och 1923–1931 med Bullan Weijden.
Tor Weijden är begravd på Norra begravningsplatsen utanför Stockholm.

## Filmografi
- 1918 – Thomas Graals bästa barn
- 1920 – Mästerman
- 1920 – Karin Ingmarsdotter
- 1921 – Värmlänningarna
- 1921 – Körkarlen
- 1923 – Andersson, Pettersson och Lundström
- 1924 – Halta Lena och vindögda Per
- 1924 – Grevarna på Svansta
- 1925 – Karl XII
- 1929 – Hjärtats triumf

## Teater

### Roller (ej komplett)
| År   | Roll                  | Produktion                                                         | Regi             | Teater         |
| ---- | --------------------- | ------------------------------------------------------------------ | ---------------- | -------------- |
| 1920 |                       | Resan till Kina Eugène Labiche och Alfred Delacour                 |                  | Folkets teater |
| 1920 |                       | Hotellråttan Marcel Gerbidon och Paul Armont                       |                  | Vasateatern    |
| 1921 | Pinglet               | Borgmästarinnan (La presidente) Maurice Hennequin och Pierre Veber | Albert Ranft     | Vasateatern    |
| 1921 | Jack                  | Gröna hissen Avery Hopwood                                         | Nils Johannisson | Vasateatern    |
| 1921 |                       | Komprometterad Frances Nordstrom                                   | Nils Johannisson | Vasateatern    |
| 1921 | Plumard               | Hon gav dig ögon Maurice Hennequin och Pierre Veber                | Knut Nyblom      | Vasateatern    |
| 1921 | Lord Hamilton Tomkins | Niobe Harry Paulton och Edward Paulton                             |                  | Vasateatern    |
| 1921 | Jenks                 | En fransysk visit Reginald Berkeley                                | Nils Johannisson | Vasateatern    |
| 1921 | William Smith         | Annonsera! Roi Cooper Megrue och Walter Hackett                    | Knut Nyblom      | Vasateatern    |
| 1922 | Kyrkoherden           | Varulven Angelo Cana                                               | Knut Nyblom      | Vasateatern    |

## Bilder

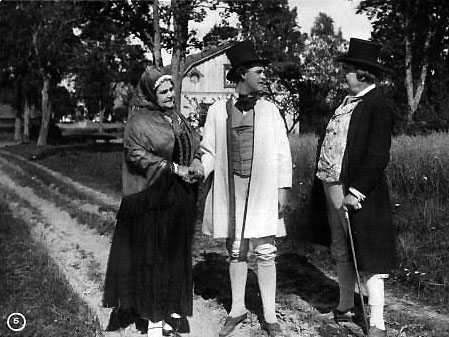
Gustaf Ranft som Stor Sven, Anna Diedrich som Mor Lisa och Tor Weijden som Erik i filmatisering av Värmlänningarna 1921.